# Универзитет Пепердајн
Универзитет Пепердајн (енгл. Pepperdine University) је приватни хришћански универзитет повезан са Христовом црквом у Малибуу. Основао га је Џорџ Пепердајн на југу Лос Анђелеса.